# 交替反转码
交替反转码（英語：Alternative Mark Inversion，简称AMI）是一种适用于基带传输的编码方式，取代高电平的有无这样的传输方式，而采用双极性，即高低电平来作为传输信息的方式。

## 缺点
- 连“0”码问题：因为此问题的存在，AMI码被HDB3码取代。